# Pacifigorgia smithsoniana
Pacifigorgia smithsoniana is een zachte koraalsoort uit de familie Gorgoniidae. De koraalsoort komt uit het geslacht Pacifigorgia. Pacifigorgia smithsoniana werd in 2004 voor het eerst wetenschappelijk beschreven door Breedy & Guzman. 